# Atlancatzi
Atlancatzi är en ort i Mexiko, tillhörande kommunen Amecameca i den östra delen av delstaten Mexiko, i den centrala delen av landet. Orten hade 111 invånare vid folkräkningen 2010.